# Opecarcinus crescentus
Opecarcinus crescentus är en kräftdjursart som först beskrevs av John R. Edmondson 1925.  Opecarcinus crescentus ingår i släktet Opecarcinus och familjen Cryptochiridae. Inga underarter finns listade i Catalogue of Life.